# 18 anni (EP)
18 anni è il secondo EP della cantante italiana Ariete, pubblicato il 3 dicembre 2020 dalla Bomba Dischi.

## Tracce
1. 18 anni – 2:39
2. Freddo (feat. Lil Kvneki) – 2:46
3. Mille guerre – 2:17
4. Stare male – 2:27
5. Nottataccia – 3:07
6. Venerdì – 3:10

## Classifiche
| Classifica (2020) | Posizione massima |
| ----------------- | ----------------- |
| Italia            | 64                |